# Фигари, Педро
Педро Фигари (исп.  Pedro Figari; 29 июля 1861 — 24 июня 1938) — уругвайский художник, адвокат, политик, журналист, философ и писатель.

## Жизнь и творчество
Родился в Монтевидео. В 1886 году окончил факультет права Республиканского университета в Монтевидео. В том же году он женился на Марии де Кастро Каравиа и отправился в Европу. где семья провела несколько лет. В 1887 году родился их первый ребёнок, Элизабет, который умирает вскоре после рождения, а затем рождаются Мария Елена, Мерседес, Мария Маргарита, Мария Делия, Хуан Карлос, Мария Изабель, Эмма и Педро.
Начинал свою деятельность как юрист и журналист. В 1896 году взял на себя защиту молодого солдата, обвиняемого в убийстве политического активиста Национальной партии. Это был один из самых громких процессов в стране в конце девятнадцатого века. Будучи твердо убежден в невиновности обвиняемого, он добился в конце концов оправдания своего подзащитного. По результатам процесса в 1898 году он опубликовал брошюру «Судебные ошибки». Он также издал книгу под названием «Смертная казнь», в которой отстаивал свою позицию об отмене смертной казни, что впоследствии привело к её отмене в Уругвае.
Педро Фигари стал активно заниматься политикой. В 1986—1898 годах был депутатом парламента от департамента Роча, а с 1899 по 1903 год — от департамента Минас (ныне департамент Лавальеха). Позже он входил в состав Государственного совета.
В 1905—1915 годах был советником в «Банко де ла Република Орьенталь дель Уругвай».
В 1909 года стал членом директората, а с 1915 по 1917 год — директором Национальной школы искусств и ремёсел.
С 1921 года жил в столице Аргентины Буэнос-Айресе. Поддерживал дружеские отношения с Хорхе Луисом Борхесом, Рикардо Гуиральдесом, Оливерио Хирондо.
В 1925 году переезжает в Париж.
В 1928—1933 годах жил в Лондоне, где некоторое время работал послом Уругвая в Великобритании.
В последние годы жизни (с 1935 года) — советник по искусству министерства народного просвещения.
В 1912 году Фигари опубликовал в Монтевидео своё философское эссе «Искусство, эстетика, идеал», на эту работу ему потребовалось два года самоотверженного труда, это эссе было переведено на французский язык франко-аргентинцем Шарлем Леска и опубликована в Париже в 1920 году с предисловием Анри Делакруа.
Но наибольшую известность Фигари получил как живописец. Учился живописи у итальянского художника Сомавильи, который был другом его родителей. Серьёзно занялся живописью много позже, лишь в возрасте 60 лет. Писал в стиле постимпрессионизма.
Наиболее известные работы: «Танец негров» (1923), «Похороны негра» (1924), «Пампа» (1927), «Постоялый двор».

## Наследие
Именем Педро Фигари названы: Национальная школа искусств, музей в Монтевидео, а также один из залов Муниципального музея изящных искусств где в постоянной экспозиции находится часть работ художника.

## Картины художника
- Венеция
- Танец
- Смерть
- Полевые цветы
- Посмотри, Женевьева
- Креольский танец
- Дань
- Визит
- Семь сестер
- Пока катится шар
- Кандомбе (африканский танец)
- Попросите Розу
- Двойная свадьба
- Повозка, запряженная волами
- Храбрость
- Посадка пассажиров